# ICON A5
O ICON A5 é um avião anfíbio sendo desenvolvida nos Estados Unidos pela ICON Aircraft. Uma aeronave conceito foi construída e voada em 2008, mas a produção ainda não teve início.

## Design
O A5 é um monoplano de asa alta e anfíbio, com fuselagem produzida em fibra de carbono e trem de pouso retrátil. Oferece dois assentos na cabine e é motorizado com um Rotax 912 de 100 hp, girando uma hélice tripá. O casco em sua fuselagem permite ao anfíbio ter uma boa estabilidade hidrodinâmica, além de alojar o trem de pouso quando retraído. As asas podem ser dobradas para a frente, para transporte ou armazenamento. Na cabine, foi instalado um indicador de ângulo de ataque, recurso não usual em aeronaves de aviação geral. Um paraquedas balístico acoplado à fuselagem é opcional.
|  |